# Húzós éjszaka az El Royale-ban
A Húzós éjszaka az El Royale-ban (eredeti cím: Bad Times at the El Royale) 2018-as amerikai bűnügyi-thriller, melyet Drew Goddard írt, készített és rendezett. A főszereplők Jeff Bridges, Cynthia Erivo, Dakota Johnson, Jon Hamm, Cailee Spaeny, Lewis Pullman, Nick Offerman és Chris Hemsworth.
Világpremierje a Fantastic Fesztiválon volt 2018. szeptember 27-én, az Amerikai Egyesült Államokban 2018. október 12-én mutatta be a 20th Century Fox, míg Magyarországon egy nappal hamarabb szinkronizálva, október 11-én a Fórum Hungary.
A film általánosságban pozitív értékeléseket kapott a kritikusoktól, akik dicsérték Goddard forgatókönyvét és rendezését, bár néhányan kritizálták a hosszúra sikeredett 141 perces játékidőt és az erőszakot. A Metacritic oldalán a film értékelése 60% a 100-ból, ami 43 véleményen alapul. A Rotten Tomatoeson a Húzós éjszaka az El Royale-ban 74%-os minősítést kapott, 220 értékelés alapján. A film világszerte összesen 31,6 millió dollárt tudott gyűjteni, ami a 32 milliós költségvetésével szemben nem jó teljesítmény.

## Cselekmény
1969-ben Daniel Flynn katolikus papi ruhában (Jeff Bridges), Darlene Sweet énekes, Laramie Seymour Sullivan értékesítő és a szarkasztikus Emily Summerspring (Dakota Johnson) megérkezik az El Royale szállodába, ahol találkoznak a szálloda egyetlen alkalmazottjával, Miles Millerrel. A nászutas lakosztályba való belépéskor Sullivan (a valóságban FBI-ügynök, Dwight Broadbeck, akit ismeretlen eredetű megfigyelőberendezések eltávolítására küldtek, ami az egyik helyiségben van) felfedez egy átjárót, amely a szálloda szobáiban lévő, egyirányú tükrökre néző folyosóra vezet egy 16 mm-es kamera beállítással. Broadbeck hamarosan egy emberrablás tanújává válik Emily szobájában; de arra utasítják, hogy ne avatkozzon be az emberrablásba, viszont szabotálja a vendégek gépjárműveit azzal a szándékkal, nehogy bármelyikőjük elszökjön.
Eközben Flynn meghívja Sweet-et vacsorázni. Sweet azonban leüti őt egy palack itallal, majd kifut a szállodából és megpróbál autójával elmenekülni, azonban az nem indul be. Miles meglátja Flynn-t és felfedi neki a titkos folyosót, majd elmagyarázza, hogy a „vezető” utasította neki, hogy filmre vegye a vendégeket és küldje el neki a felvételeket. Ugyanakkor úgy döntött, hogy megtartja egy nemrégiben elhunyt közéleti személy filmtekercsét.
A történtek ellenére Broadbeck próbálja megmenteni Emily túszát, akiről kiderül, hogy a fiatal kishúga, Rose. Emily tüzet nyit a puskájával Broadbeck-re és megöli, ám véletlenül megsérül a tükör mögött figyelő Miles. Flynn felfedi kilétét Sweet előtt, hogy ő valójában Donald O'Kelly bűnöző, aki tíz évvel korábban egy félresikerült rablás után börtönbe került. O'Kelly-t nemrégiben helyezték szabadlábra, és papi ruhában tért vissza az El Royale-ba azzal a szándékkal, hogy visszaszerezze a pénzt, amit Felix nevű testvére rejtett el, mielőtt tíz évvel korábban meghalt volna – de már nem emlékszik, melyik szobában van a pénz. A két fél megállapodik, hogy a készpénzt szétosztják egymást közt. Ahogy felfedezték a folyosót a hallban, Emily és Rose kihallgatják Miles-t a felügyeleti műveletéről. Kiderül, hogy Emily elvitte a húgát egy szadista karizmatikus alak, Billy Lee (Chris Hemsworth) által vezetett csoportba, akik a Malibu-i gyilkosságokért felelősek. Rose-ról kiderül, hogy időközben már átpártolt Billy oldalára.
Ahogy O'Kelly és Sweet megpróbálnak elmenekülni a pénzzel, Billy Lee és a szektatagok megérkeznek, majd túszként fogva tartják őket Emily-vel és Miles-szal együtt. A csoport kihallgatása és terrorizálása közben Lee azt állítja, hogy a filmtekercs sokkal többet ér, mint a pénz. Egy rulettes szadista játékban Billy megöli Emily-t. Rövid áramszünet közben O'Kelly megtámadja Lee-t, majd a szálloda szalonjában tűz keletkezik. A káosz ideje alatt Miles-ről kiderül, hogy mesterlövész a Vietnámi háborúból, ahol 123 embert ölt meg. Sweet ragaszkodik, hogy vegye fel a földön heverő fegyvert és ölje meg Lee-t a társaival együtt, amire Miles nagy nehezen rááll. Rose hasba szúrja Miles-t, de O'Kelly lelövi őt. Mielőtt Miles meghal, Sweet azt mondja O'Kellynek, hogy szabadítsa fel őt a bűnei alól, amit a vietnámi cselekedetei során tett. O'Kelly és Sweet visszaszerzik a pénzzel teli táskát és Sweet bedobja a filmtekercset a tűzbe, mielőtt elmenekülnek a szállodából.
Nem sokkal később Sweet egy Reno-i show-ban énekel a nézők számára, ahol O'Kelly büszkén figyeli az előadását.

## Szereplők
| Szerep                                        | Színész                                                                             | Magyar hang     |
| --------------------------------------------- | ----------------------------------------------------------------------------------- | --------------- |
| Donald "Dock" O'Kelly / Daniel Flynn          | Jeff Bridges                                                                        | Benkő Péter     |
| Donald "Dock" O'Kelly / Daniel Flynn          | Papnak álcázott rabló.                                                              |                 |
| Darlene Sweet                                 | Cynthia Erivo                                                                       | Bánfalvi Eszter |
| Darlene Sweet                                 | Afro-amerikai énekesnő.                                                             |                 |
| Emily Summerspring                            | Dakota Johnson                                                                      | Földes Eszter   |
| Emily Summerspring                            | Nő, aki meg akarja menteni a húgát Billy kultuszából.                               |                 |
| Dwight Broadbeck / Seymour 'Laramie' Sullivan | Jon Hamm                                                                            | Fekete Ernő     |
| Dwight Broadbeck / Seymour 'Laramie' Sullivan | FBI-ügynök, aki háztartási felszerelést értékesít.                                  |                 |
| Miles Miller                                  | Lewis Pullman                                                                       | Molnár Levente  |
| Miles Miller                                  | Egykori vietnámi háborús mesterlövész, mostanra az El Royal egyedüli alkalmazottja. |                 |
| Rose Summerspring                             | Cailee Spaeny                                                                       | Hermann Lilla   |
| Rose Summerspring                             | Emily húga, Billy Lee bűntársa.                                                     |                 |
| Billy Lee                                     | Chris Hemsworth                                                                     | Nagy Ervin      |
| Billy Lee                                     | Karizmatikus szektavezér.                                                           |                 |
| Felix O'Kelly                                 | Nick Offerman                                                                       | Tarján Péter    |
| Felix O'Kelly                                 | Dock testvére és bűntársa.                                                          |                 |
| Dr. Woodbury Laurence                         | Shea Whigham                                                                        | Király Adrián   |
| Dr. Woodbury Laurence                         | Börtönorvos, aki O'Kellyt diagnosztizálja.                                          |                 |

## Filmkészítés
2017. március 8-án bejelentették, hogy a 20th Century Fox megvásárolta a forgatókönyvet, aminek eredményeképpen Drew Goddard megírta, megrendezte és elkészítette a filmet. 2017. augusztus 23-án bejelentették, hogy Chris Hemsworth és Jeff Bridges játssza el a kettejük közötti rivalizálást, amikor az El Royale szállodában találkoznak a Kaliforniai Tahoe-tó közelében. Ugyanezen a napon azt is bejelentették, hogy Tom Hollandot felkeresték egy szerep erejéig, és hogy Beyoncé-ra bízták az afro-amerikai énekesnő szerepét, de ebből nem lett semmi. Az is kiderül, hogy a film főszereplői között van egy porszívó kereskedő, két női bűnöző, egy szektavezér és egy portás. 2017 augusztusában az újonnan érkezett Cailee Spaeny-t hozzáadták a szereplőgárdához, hogy egy lenyűgöző déli lányt eljátsszon a szállodában, míg végül Cynthia Erivo lett az afroamerikai énekesnő, aki rossz helyen találja magát rossz időben. 2018 januárjában Dakota Johnson és Russell Crowe is csatlakozott a szereplők köreihez (bár Crowe nem jelenik meg a filmben). 2018 februárjában Jon Hamm, Nick Offerman és Mark O'Brien csatlakozott a stábhoz, valamint 2018 májusában Lewis Pullmannak is megerősítették a szerepét.
A film forgatása 2018. január 29-én kezdődött Vancouverben (British Columbia). Februárban a Burnaby-tónál folytatták a felvételeket. Az El Royale szálloda meglehetősen hasonlít egy zárt egykori szálloda-kaszinó jellemző megjelenéséhez, amely az úgynevezett; Cal Neva Lodge & Casino.